# Ma (diosa)

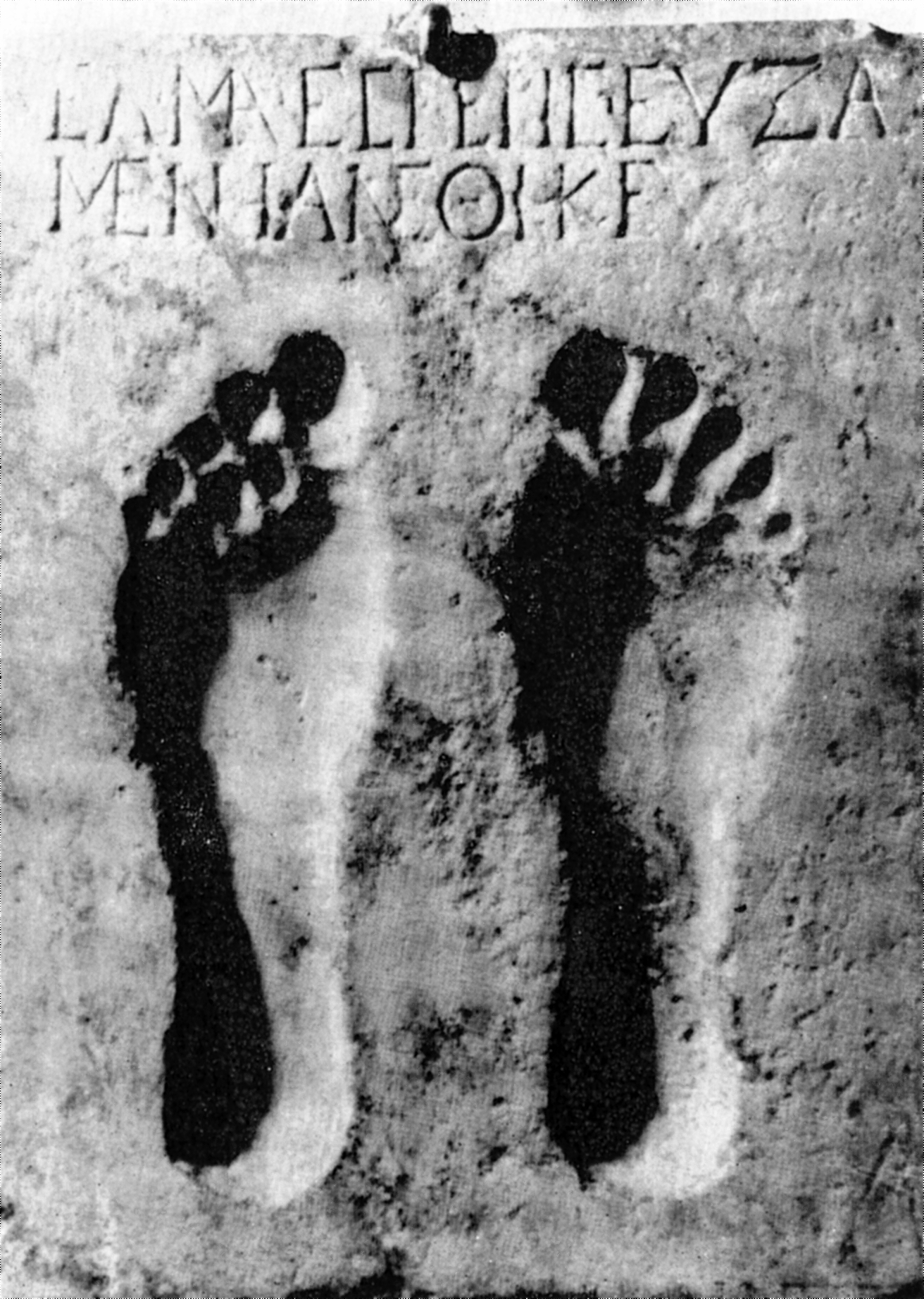
Dedicación a la diosa Ma con la huella de un pie descalzo, siglo I a. C. (Museo Nacional de Varsovia).

Ma era una diosa local en la ciudad de Comana, en Capadocia. Su nombre significa «Madre», y llevaba también los epítetos de «Invencible» y «Portadora de la Victoria».

## Historia
Se ha interpretado a la diosa Ma como una diosa madre, pero a la vez como una diosa guerrera, como lo indican tanto su nombre como sus epítetos.
Se la asociaba con la transición a la edad adulta de ambos sexos, y durante sus fiestas bienales se practicaba la prostitución sagrada.
Ma era vista asimismo como una diosa lunar, asociada con el dios anatolio de la luna, Mēn, y la construcción de un templo dedicado a Mēn Pharnakou y a Selene en Ameria, cerca de Cabira, en el Reino del Ponto, ha sido interpretado como un intento de contrarrestar la influencia de la diosa lunar Ma de Comana.
Ma ha sido identificada con varias otras deidades, lo que ayuda a sugerir su función. Se le ha comparado con Cibeles y Belona. Los antiguos griegos compararon a Ma con la diosa Enío y con Atenea Nikéforos (victoriosa). Por su parte, Plutarco la comparó con Sémele y Atenea. Ma fue introducida y venerada en Macedonia junto con otras deidades extranjeras.
Ma-Enío, una fusión entre la diosa anatolia Ma y la diosa griega Enío, era considerada la gran diosa-naturaleza de Asia occidental, siendo el templo de Comana (y su fama en la antigüedad) el lugar donde se celebraban sus ritos con mucha solemnidad, como una variedad de la diosa de la naturaleza.

## Culto
Ma es descrita como una diosa local de Anatolia y su culto como centrado en el templo, dedicado a ella, en Comana ubicado en Capadocia. Estrabón describe extensamente el templo (XI, 521; XII, 535, 537).
Según Estrabón, el culto de Ma habría sido establecido por Orestes, como el de Perasia en Hierápolis Kastabala, al traer el culto de Artemisa Taurópola proveniente de los tauros. La ciudad de Comana también habría obtenido, según Estrabón, su nombre del hecho de que Orestes sacrificó su cabello - kómē (κόμη) en griego antiguo, en este sitio, desolado por el luto. Sin embargo, dado que el nombre de la ciudad procede del idioma luvita y significa «santo» y que diosas guerreras extranjeras eran asociadas rápidamente a Artemisa Tauropolos, esta afirmación de Estrabón es una mera construcción artificial que no tiene nada que ver con el culto real.
Los romanos equiparaban a Ma con la belicosa Belona. El general y dictador romano Sila (138 - 78 a. C.), que se convirtió en gobernador de Cilicia en el año 97 a. C., tuvo un sueño cuando posteriormente marchó contra Roma en el año 88 a. C. en el que una «diosa capadocia», que era Selene, Atenea o Enío, se le apareció en sueños. Esta diosa puso en sus manos un rayo con el que destruyó a sus enemigos en Roma. Con el tiempo, el culto a Belona en Roma había tomado evidentemente características de Asia Menor, y Tibulo (55 - 18 a. C.) describe una escena en la que una sacerdotisa de Belona en trance se hirió en los pechos con un hacha doble (bipennis) y profetizó.